# Astragalus petkoffii
Astragalus petkoffii är en ärtväxtart som beskrevs av Boris Fedtjenko. Astragalus petkoffii ingår i släktet vedlar, och familjen ärtväxter. Inga underarter finns listade i Catalogue of Life.